# Prisăceaua
Prisăceaua – wieś w Rumunii, w okręgu Mehedinți, w gminie Oprișor. W 2011 roku liczyła 435 mieszkańców.